# 鈴置洋孝
鈴置洋孝（日语：／ Suzuoki Hirotaka，1950年3月6日—2006年8月6日），日本男性配音員、演員、旁白、劇團製作人。出身於愛知縣名古屋市，東京經濟大學畢業。身高166cm。A型血。
劇團薔薇座出身。出道以來從屬的經紀公司是東京俳優生活協同組合（簡稱俳協）（1981年加入），最終所屬賢Production（1998年加入）。

## 生平
鈴置洋孝出生於愛知縣名古屋市，19歲之前一直居住此地。父親的老家來自東京，鈴置因此在1歲的時候與家人旅行去過東京1次。直到長大之後，他帶著擅長的標準名古屋方言，來到東京發展。
鈴置自稱是「天生相當好吃懶做、遊手好閒」的人，原因是他在高中時期有一次老師很擔心他的將來，而找鈴置前來約談。之後老師推薦稅務士的工作介紹給他，才讓鈴置下定決心為了報考大學而前往東京發展。另一方面，高中時期的鈴置個性原本就很內向，但是從大學時期加入社團民謠音樂社開始，主動積極發展自己的人際關係。此時，鈴置對舞台工作產生了的興趣。
1973年，23歲的鈴置以演員身份加入野澤那智主宰劇團「薔薇座」（現在已經解散），從此展開他的演藝生涯。私生活方面，妻子是與鈴置參加劇團薔薇座新人演員徵選之前就認識的女朋友，而鈴置會加入薔薇座是因為陪同女友去面試時就順道一起去參加，想說「斬釘截鐵地嘗試（當演員）吧」。結果評審人員竟然以「附帶」的評價將他錄取。
1977年，27歲的鈴置正式踏入配音行業。原因是在薔薇座打工時期，鈴置被同事問到「要試試做配音的工作嗎？」，從此便開始為海外電影的跑龍套角色進行配音。
除了參加動畫配音之外，還參加過海外電影和電視影集的日語配音工作。而他在動畫領域第一次主演的作品是1978年機器人電視動畫《無敵鋼人泰坦3》，幫主角破嵐萬丈進行配音，之後在翌年1979年另一齣電視動畫《機動戰士鋼彈》為主要角色布萊特·諾亞配音之後，多次在機器人題材動畫有頻繁出演的機會。
2006年8月6日早上，鈴置因肺癌在東京都的醫院去世，享年56歲。

## 活動内容
鈴置除了以聲優活動和舞台公演活動為主業之外。1984年起，他曾經加入聲優樂團「Slapstick」投入音樂活動至1986年該樂團解散為止。
1997年，鈴置主宰劇團「鈴置企劃製作」成立。從此之後，鈴置也投入企劃製作兼編寫劇本，發表過等作品多次進行公演，並且有印刷成實體書發行。

### 人脈

#### 交友關係
鈴置與一起在機動戰士鋼彈共演以來的古谷徹、池田秀一、鹽澤兼人這3人有相當不錯的交情。尤其和池田、鹽澤因為在其它動畫合作的次數較為頻繁，因此3人經常在完成錄音的工作之後，會相互邀請一起去喝酒。還有，池田對鈴置以「鈴置小弟」（鈴置ちゃん）作暱稱。在私底下與鈴置交情不錯的還有麻生美代子，兩人有時還會互邀一起去旅行。在《七龍珠》天津飯的聲音決定由鈴置擔任時，他曾經接受過已讀過原作漫畫、在同名動畫擔任角色飲茶配音的古徹谷的指教。
另一方面，鈴置與鹽澤完成錄音的工作之後一起去喝酒時。2人還會以「（笑的聲音）」和從鼻子發出來的笑聲演個短劇，鈴置自稱說「我是正統派二號，那傢伙是個會用獨特怪異聲音的」。相反的是，鈴置在家裡並不會用的笑聲嘲笑別人。
1990年，鈴置在新幹線上突然昏倒，而正在播出的《七龍珠Z》天津飯由山寺宏一代替、《亂馬½ 熱鬥篇》九能帶刀由谷耕史代替。住院期間，與鈴置在《七龍珠Z》一起共演的堀川亮和古谷都曾經前來探望他。
於〈時間飛船系列〉兼任音樂工作的配音員山本正之說在回顧自己聲演的角色說「這樣一來就能成為鈴置洋孝第二了吧」。2006年鈴置去世之後，山本在鈴置的追思會演奏了《逆轉一發人》動畫主題歌、有重新進行填詞的歌曲「逆轉一發人！3C」。並在間奏中插入了鈴置和富山敬生前錄製的台詞。
薔薇座時期，讓鈴置印象最深的團員是「總之就是很受歡迎的人」。一方面，島津子在《亂馬½》擔任九能帶刀的妹妹小太刀一角配音期間，曾經公開表示很喜歡鈴置；因此鈴置在錄音工作遲到時，總是帶著「對不起，她很執著」的口頭禪進入錄音室。而野島昭生和古谷等聲優樂團Slapstick的所有成員，對鈴置的印象是「一下子想說出來也沒關係」的人、以及是位飾演軟派角色而為人熟知的人。至於野澤那智則一邊苦笑一邊說「我認為，一個絕對專業的演員絕對不可能是個傲慢和不負責任的男人，可是現在座長卻…」，因此從鈴置新人時期開始到2人晚年都加入賢Production為止，也有很深的交情。

#### 嗜好、興趣
鈴置是聲優界中數一數二的老菸槍，而且喜歡喝酒。不只如此，鈴置還曾因為頻繁過度飲酒、熬夜唱卡拉OK而搞壞身體。有時會一面抽菸一面飲酒。基於以上鈴置本身的生活習慣等這些因素，才是他突然早逝的原因。即使鈴置在演由他親自擔任企劃製作的舞台劇中，也會在演戲時喝酒或抽菸。雖然鈴置主宰的劇團稱為寫出劇本時從來都不會脫稿，但是實際上每次總是會遲交，只是鈴置說每天是以傳真機的速度規律地寫新的劇本。同時，外傳鈴置有多次會在排練準備的等待空檔時喝酒，等原稿送到鈴置手上時他人已經成爛醉如泥，癱倒在地的狀況，也因此有在排練時經常遲到的逸事。
本身是日本職棒中日龍隊忠實支持者，原因是他從小相當希望看到中日龍得到優勝。睽違53年之後，也就是鈴置去世1年之後的2007年，中日龍終於再次拿到久違的總冠軍。
藝人小泉今日子的影迷，也是她的後援會會員。
很喜歡做菜，也擅長做洗衣服等家事，尤其是在準備三餐時不會受到別人的打擾。

## 繼任
在鈴置逝世後，配音員接任作品如下：
- 成田劍－『浪客劍心 新京都篇』：齋藤一、『機動戰士鋼彈UC』：布萊特·諾亞、『聖鬥士星矢Ω』：紫龍、『CR機動警察』：內海、『足球小將翼 ～奮戰夢幻隊～』：日向小次郎[注 2]
- 田中完－鈴置洋孝追悼公演『煙目』：野野村浩介
- 堀內賢雄－『超級機器人大戰Z』：歐森·D·韋恩（超時空世紀歐卡斯）、『麵包超人』：冰淇淋機人
- 真殿光昭－『七龍珠Z 爆發極限（日语：ドラゴンボールZ バーストリミット）』之後的『Z』系列各種遊戲：天津飯（日语：天津飯 (ドラゴンボール)）、『七龍珠究極任務（日语：ドラゴンボールヒーローズ）』之後的各種遊戲：五星龍（七龍珠GT）
- 綠川光－『七龍珠改』之後的各種作品：天津飯
- 櫻井孝宏－『聖鬥士星矢 冥王黑帝斯冥界篇（日语：聖闘士星矢 冥王ハーデス編）』之後的各種作品：天龍座紫龍
- 三宅健太－『神奇寶貝鑽石&珍珠』之後的動畫系列：阪木
- 森川智之－湯姆·克魯斯主演『不可能的任務』系列：伊森·韓特[注 3]
- 谷耕史－高橋留美子展上映的『亂馬½』新作OVA：九能帶刀[注 4]
- 石川英郎－『Angel's Feather（日语：Angel's Feather）』東堂紫苑：紫苑
- 大友龍三郎－『七龍珠Z Sparking！METEOR（日语：ドラゴンボールZ Sparking! METEOR）』：天下第一武道會實況
- 中尾良平（日语：中尾良平）－『七龍珠Z Sparking！METEOR』：那個世界第一武道會（日语：あの世一武道会）實況
- 西脇保－『七龍珠改』：天下第一武道會實況
- 田中一成－『七龍珠改』：卡羅利
- 藤本隆宏（日语：藤本たかひろ）－『七龍珠超』：卡羅利
- 四宮豪（日语：四宮豪）－『超級機器人大戰系列』：伊集院尚人（六神合體Godmars）
- 藤原啓治－『超級機器人大戰Z』：凱霖·弗立克（宇宙戰士巴爾迪歐斯）
- 山寺宏一－『麵包超人：黑鼻子與魔法之歌（日语：それいけ!アンパンマン ブラックノーズと魔法の歌）』：冰淇淋機人[注 5]
- 濱添伸也（日语：浜添伸也）－『麵包超人』：積木人
- 平田廣明－PS3『魁!! 男塾 ～日本啊，這才是男子漢！～』：伊達臣人
- 江原正士－『聖杯傳說』：馬林
- 森伸（日语：森伸）－『角子機 福星小子2（日语：パチスロうる星やつら2）』：因幡
- 田尻浩章－『角子機 明日之丈2』：松木
- 速水獎－『鬼哭街』：劉豪軍
- 寺杣昌紀－『雙峰 The Return』：丹尼斯·布萊遜
- 島﨑信長－『麵包超人』：冰淇淋機人〈第3代〉

## 演出
粗體字表示主要角色。

### 電視動畫
1977年
- 超電磁波羅五號（工作人員 等）
- 野球狂之詩（日语：野球狂の詩）（日下部了、岩田清司〈前期〉）

1978年
- 新·網球甜心
- （頭、下士官）
- 佩琳物語（買花的人）
- 無敵鋼人泰坦3（破嵐萬丈、下集預告旁白）

1979年
- 科學探險隊（蓋爾）
- 哆啦A夢 (大山羨代版)（學生）
- 機動戰士鋼彈（布萊特·諾亞[8]、關、澤依根、新番節目預告旁白）

1980年
- 明日之丈2（松木〈白木葉子的秘書〉、遊騎兵）
- 宇宙戰艦大和號III（太田健二郎、加米拉斯士兵（日语：ガミラス帝国））
- 宇宙戰士巴魯迪奧斯（凱霖·弗立克、海鄔德）
- 銀河鐵道999（奇爾、太）
- 時空巡警隊救助超人（日语：タイムパトロール隊オタスケマン）
- 原子小金剛 (1980年版)（2號、魯克斯）
- 大白鲸（白風信）

1981年
- 最強機器人大王者（懷特、坎文）
- 戰國魔神豪將軍（北條真吾[9]）
- 太陽之牙達格拉姆（加波爾·札尼）
- 衝鋒勝平（日语：ダッシュ勝平）（本田〈桌球社主將〉）
- 真知子老師（白馬天狗、秋田太郎、布魯斯）
- 漫畫水戶黄門（佐佐木助三郎（日语：佐々木助三郎））
- 六神合體雷霆王（伊集院尚人）

1982年
- 阿波羅之女（奧佩斯、伊恩、艾基斯特斯）
- 逆轉一發人（日语：逆転イッパツマン）（旁白、間諜000、岩田營業部員、營業部員、鴫野營業部員、大河原營業部員、受理機器人、廣播）
- 銀河烈風幕臣我（吉爾·克羅德〈初代〉、約羅南）
- 超時空要塞（林凱風[10]）
- 心跳今夜（亞倫·路克·瓦倫沙）
- 怪博士與機器娃娃 (1981年版)（姿三角）
- 魔法公主 明琪桃子（日语：魔法のプリンセス ミンキーモモ）（紀博美、萊恩、喬尼）

1983年
- 亞空大作戰斯蘭格爾（超級巨星）
- 頂尖超人（日语：イタダキマン）（亞倫、山姆）
- 機甲創世記莫斯比達（耶羅·白萊／男性聲音）
- 足球小將翼 (1983年版)（日向小次郎、教練）
- 銀河疾風流離我（奧斯羅）
- 超能機甲 高巴里安（湯姆遜）
- 聖戰士丹拜因（鄔格）
- 超時空世紀歐卡斯（歐森·D·韋恩）
- 特裝機兵多爾巴克（史丹烈·西爾吞[11]、普洛特）
- 奈奈子SOS（日语：ななこSOS）（詹姆士·仰德）
- Pure島的朋友們（日语：ピュア島の仲間たち）（查普）
- 無敵三四郎（石田勝利）
- 魔法天使奶油麻美（兵藤新之介）
- 未來警察浦島人（駕駛）[注 6]
- 喬琪姑娘（日语：ジョージィ!）（凱尼）

1984年
- 勝利女排（日语：アタッカーYOU!）（濱崎〈Sunlight排球社教練〉）
- OKAWARI-BOY Starzan S（日语：OKAWARI-BOY スターザンS）（老師、船內廣播）
- 猿飛小忍者（日语：さすがの猿飛）（葛里芬）
- 星槍士俾斯麥（裴瑞歐斯[12]、拉德、蓋奴倫）
- （山下）
- 宗谷物語（日语：宗谷物語）（上野）
- 超攻速加爾比昂（日语：超攻速ガルビオン）（麻矢）
- 超時空騎團南十字宮（戴斯·戴拉·戴米、旁白）
- 超力機器人 卡拉特（日语：超力ロボ ガラット）（卡梅爾·卡西梅爾 Jr.、卡美格）
- 請多指教跑車郎中（日语：よろしくメカドック）（白鳥充）
- 藍寶（日语：らんぽう）（佛A）

1985年
- 福星小子（ぴぐも）
- 機動戰士Z鋼彈（布萊特·諾亞[13]）
- 昭和笨蛋小說搞笑第1名！（日语：昭和アホ草紙あかぬけ一番!）（帕拉·波根）
- 搞怪拍檔（史蒂芬、B・J）
- 超獸機神斷空我（岡薩雷斯）
- 高爾夫頑童猿丸（大神猛）
- 火焰的阿爾卑斯玫瑰 茱蒂&藍迪（海因李希·葛拉夫）
- 夢幻之星的波坦諾斯（日语：夢の星のボタンノーズ）（羅索）

1986年
- 甜蜜公主（Pepper、詹姆士·泵泵）
- 機動戰士鋼彈ZZ（布萊特·諾亞）
- 銀河探查2100年（日语：銀河探査2100年 ボーダープラネット）（普羅基昂、林德中尉）
- 銀牙 -流星 銀-（秀俊）
- 三國志II 在天空翱翔的英雄們（日语：三国志 (日本テレビ)）（曹仁[14]）
- 聖鬥士星矢（天龍座紫龍[[[Wikipedia:格式手册/链接#章節|錨點失效]]][15]）
- 高爾夫球手猿（ブラック·エイプ）
- 機器勇士（札格姆）
- 青春動畫全集（日语：青春アニメ全集）「屋頂的散步者（日语：屋根裏の散歩者）」（鄉田三郎）

1987年
- 超能力魔美（有原成宏）
- 肥牛牛布斯（塔特）
- 城市獵人（賭徒吸血鬼·龍）
- 七龍珠（天津飯）
- 陽光普照（日语：陽あたり良好!）（關真人）
- 北斗神拳2（鯱）

1988年
- 極速悍將（日语：F (漫画)）（聖一人）
- 魁!!男塾（伊達臣人[16]）
- 妙手小廚師（小西和也）

1989年
- 超能力魔美（澤田）
- 美味大挑戰（三谷直吉、WESTCOAST的花板）
- 機動警察（內海）
- 麵包超人（冰淇淋機人〈初代〉）
- 超時空遊俠（亞瑟船長）
- 天空戰記（雷帝因陀羅）
- 勇者鬥惡龍（巴哈拉塔）
- 七龍珠Z（天津飯)
- 亂馬½（九能帶刀）
- 亂馬½ 熱鬥篇（九能帶刀）

1990年
- 偶像天使陽子（山下秀樹）
- NG騎士檸檬汽水&40（北金谷）
- 功夫貓黨（黑武將）
- 麵包超人（積木人〈初代〉）

1991年
- 七龍珠Z（藍鬼〈第2代〉、周災惡、天津飯）
- 神通小精靈（座劍邪寧藏）
- 橫山光輝 三國志（陳宮）
- 不可思議偵探巴寶（大魔王）

1992年
- 宇宙騎士騎格武士利刃（海因里希·馮·弗里曼、旁白）
- 小小男子漢（松良太郎）
- 超仙魔大戰（アスタラネモ）
- 花的魔法使瑪麗貝爾（艾普桑、約薩克）
- 夢幻冒險 長靴貓的冒險（托托）

1993年
- 七龍珠Z（卡羅利、天下第一武道會實況、天津飯）
- 餓狼傳說2（沃夫岡·克勞薩（日语：ヴォルフガング・クラウザー））

1994年
- 頑童歷險記（比利·薩理邦）

1995年
- 爆走獵人（克勞·瓦桑）
- 魯邦三世：追尋哈里馬歐的寶藏!!（日语：ルパン三世 ハリマオの財宝を追え!!）（羅素[17]）

1996年
- 蒙面俠蘇洛傳（非德里科）
- 七龍珠Z（炸雞隊長、天津飯）
- 七龍珠GT（ドルタッキー）
- 美少女戰士Sailor Stars（加山）
- 浪客劍心（齋藤一）

1997年
- 七龍珠GT（五星龍）
- VIRUS -VIRUS BUSTER SERGE-（日语：VIRUS）（雷文）
- 神奇寶貝（阪木、呆呆獸、呆殼獸）
- 名偵探柯南（富澤太一）

1998年
- 秋葉原電腦組（龍崎鷲羽／克里斯欽·羅森克羅伊茨〈秋葉原第三中學校長〉）
- EAT-MAN'98（日语：EAT-MAN）（哈德）
- （小金井武史）
- 槍神Trigun（查裴爾·The·艾巴格林）
- 熱沙霸王甘達拉（日语：熱沙の覇王ガンダーラ）（泰倫）
- 炸彈人 彈珠人爆外傳（シゴキボン）

1999年
- 金田一少年之事件簿（李波兒）
- 鋼鐵天使（綾小路博士）
- 週刊故事樂園（日语：週刊ストーリーランド）（新谷悟、黑崎大輔 等）
- 星界的纹章（杜比斯〈艾布利亞·芮·杜布雷克斯·克琉布王·杜比斯〉[18]）

2000年
- 銀裝騎攻Ordian（日语：銀装騎攻オーディアン）（貝魯齊歐）
- 星界的戰旗（杜比斯）
- 超夢重現 風雲再起！（阪木）

2001年
- 銀河冒險戰記 the second stage（特德洛基艦長）
- 鋼鐵天使2式（綾小路博士）
- 星界的戰旗II（杜比斯）

2002年
- 銀河戰警（德克斯鐵拉）
- 神奇寶貝超世代（阪木）

2003年
- 京極夏彥 巷說百物語（笹山玄蕃）
- 神奇寶貝 Side Story（阪木）

2005年
- 魔法少女加奈（茴香）
- 妖怪世界 恐山物語（天邪鬼）

2006年
- 小天小天子（日语：こてんこてんこ）（亞克）

### 電影動畫
1980年
1981年
- 劇場阪 機動戰士鋼彈（布萊特·諾亞）
- 機動戰士鋼彈II 哀·戰士篇（布萊特·諾亞）
- 劇場阪 頑皮大師

1982年
- 機動戰士鋼彈III 相逢宇宙篇（布萊特·諾亞）

1984年
- 超時空要塞：愛，還記得嗎？（林凱風）

1985年
- 戰國魔神豪將軍：時之異邦人（北條真吾）

1986年
- 亞利安（日语：アリオン (漫画)）（阿波羅[19]）
- 還有第11人！（日语：11人いる!）（亞馬遜·卡奈斯）

1987年
- 王立宇宙軍 ～歐尼亞米斯之翼～（德姆洛特）
- 聖鬥士星矢：邪神艾莉絲（天龍座紫龍[[[Wikipedia:格式手册/链接#章節|錨點失效]]]）

1988年
- 福星小子 完結篇（日语：うる星やつら 完結篇）（因幡）
- 機動戰士SD鋼彈（日语：機動戦士SDガンダム）（布萊特）
- 機動戰士鋼彈：逆襲的夏亞（布萊特·諾亞[20]）
- 銀河英雄傳說：我的征途是星辰大海（伊旺·高尼夫[21]）
- 聖鬥士星矢：眾神的激戰（天龍座紫龍）
- 聖鬥士星矢：真紅的少年傳說（天龍座紫龍）
- 七龍珠：摩訶不可思議大冒險（天津飯）

1989年
- 聖鬥士星矢：最終聖戰的戰士們（天龍座紫龍）

1990年
- 劍之介少爺（日语：剣之介さま）（暴走族C）
- 七龍珠Z：地球超級大決戰（天津飯）

1991年
- 亂馬½：中國寢崑崙大決戰！規則無視的激鬥篇!!（日语：らんま1/2 中国寝崑崙大決戦! 掟やぶりの激闘篇!!）（九能帶刀）

1992年
- 亂馬½：決戰桃幻鄉！奪回新娘子!!（日语：らんま1/2 決戦桃幻郷! 花嫁を奪りもどせ!!）（九能帶刀）

1993年
- 七龍珠Z：銀河面臨危機!! 身手不凡的高手（天津飯）

1994年
- 劇場版 灌籃高手（日语：スラムダンク (1994年の映画)）（小田龍政）
- 幽☆遊☆白書：冥界死鬥篇 炎之絆（耶雲）
- 亂馬½：超無差別決戰！亂馬隊VS傳說的鳳凰（日语：らんま1/2 超無差別決戦! 乱馬チームVS伝説の鳳凰）（九能帶刀）

1997年
- 浪客劍心：給維新志士的安魂曲（齋藤一）

1998年
- 劇場版 神奇寶貝：超夢的逆襲（阪木）
- 名偵探柯南：第十四號獵物（仁科稔[22]）

2002年
- 千年女優（大瀧諄一[23]）

2003年
- 名偵探柯南：迷宮的十字路（西條大河）

2004年
- 劇場版 火影忍者：大活劇！雪姬忍法帖!!（狼牙雪崩）
- 聖鬥士星矢 天界篇 序奏～overture～（天龍座紫龍）

2005年
- 機動戰士Z鋼彈：A New Translation -星之繼承者-（布萊特·諾亞）
- 機動戰士Z鋼彈II：A New Translation -戀人們-（布萊特·諾亞）

2006年
- 機動戰士Z鋼彈III：A New Translation -星之鼓動是愛-（布萊特·諾亞）

### OVA
1985年
- NORA（接線員）
- 魔法公主 明琪桃子 夢中輪舞（日语：魔法のプリンセス ミンキーモモ）（紀博美）
- 夢次元獵人芳朵拉（日语：夢次元ハンターファンドラ）（PK）

1986年
- AI CITY（日语：アイ・シティ）（圭[24]）
- 亞邦史克威爾 琥珀的追擊（日语：アーバンスクウェア 琥珀の追撃）（下原）
- 縣立地球防衛軍（日语：県立地球防衛軍）（卡米·桑秦）
- 裝鬼兵MD蓋斯特（日语：装鬼兵MDガイスト）（馬修）
- 戰鬥吧！超機械生命體變形金剛 Scramble City發動篇（航空參謀天王星）
- 超時空羅曼藝術 SAMY MISSING 99（日语：超時空ロマネスク SAMY MISSING・99）（戰士杜斯）
- 檸檬雞尾酒 LOVE30S 在淋濕的雨中（日语：酎ハイれもん LOVE30S）
- 夢幻獵人麗夢II 聖美神學園的妖夢（日语：ドリームハンター麗夢）（體育老師）

1987年
- 福星小子 夢想製造者因幡登場！拉姆的未來會是!?（日语：うる星やつら 夢の仕掛人 因幡くん登場! ラムの未来はどうなるっちゃ!?）（因幡〈命運製造管理局〉）
- 賽道天使 ～排位的決意～（康介）
- HELL TARGET（日语：ヘル・ターゲット）（哈利·霍華）
- 競技裝甲LEGACIAM（日语：レリックアーマーLEGACIAM）（達茲·艾拉）

1988年
- 宇宙戰士（葛瑞格·派特森）
- 福星小子 生氣吧！冰砂（因幡〈命運製造管理局〉）
- 機動戰士SD鋼彈MARK-I（日语：機動戦士SDガンダム）（布萊特）
- 銀河英雄傳說（伊旺·高尼夫、鲁佩特·凱塞林）
- 沙羅曼蛇（羅德·不列顛王子）
- 冥王計劃傑歐萊馬（耐爬）

1989年
- 機動戰士SD鋼彈MARK-II（布萊特、全武裝鋼彈（日语：FSWS計画）、夏亞專用的薩克）
- 新·足球小將翼（日向小次郎）
- 強殖裝甲加爾巴（村上征樹）
- 妙齡女大亨（日语：クレオパトラD.C.）
- 聖獸機Guardian -CYBERNETICS GUARDIAN-（日语：聖獣機サイガード -CYBERNETICS・GUARDIAN-）（阿德拉·艾因斯坦）
- 風魔小次郎 聖劍戰爭篇（華惡崇皇帝）

1990年
- 天使夜未眠（日语：アーシアン）（宮城）
- Goddam（日语：ガッデム）（六甲寺司）
- 機動戰士SD鋼彈MARK-III（布萊特、武者百士貴）
- 機動戰士SD鋼彈MARK-IV（布萊特）
- 機動戰士SD鋼彈MARK-V（布萊特、武者百士貴）
- 聖未加江羅學院漂流記（狩野大介）
- THE 八犬傳（網干左母二郎）
- 真的！3 立志篇（日语：本気!）（染夜）
- 亂馬½ 熱鬥歌合戦（九能帶刀）

1991年
- 銀河英雄傳說（鲁佩特·凱塞林）
- JINGI 仁義（日语：JINGI 仁義）（黒川）
- 究極超人（日语：究極超人あ〜る）（鰯水等）

1992年
- 永遠的法蓮娜（日语：永遠のフィレーナ）（鄔特）
- JINGI 仁義 隅田川頂上作戰（日语：JINGI 仁義）（黑川）
- 電影少女 -VIDEO GIRL AI-（羅列克）
- 亂馬½ 天道家之無人招待的傢伙（九能帶刀）

1993年
- JoJo奇妙的冒險（花京院典明）
- 亂馬½ TV Titles（九能帶刀）
- 亂馬½ 珍藏對話 Best of Memories（九能帶刀）
- 亂馬½ 珊璞暴變！反轉寶珠惹的禍（九能帶刀）
- 亂馬½ 天道家混亂的聖誕節（九能帶刀）

1994年
- Cosmic Fantasy外傳 銀河商人的陷阱（日语：コズミック・ファンタジー）（丹迪）
- 亂馬½ 校園吹起風暴！身材劇變的雛子老師（九能帶刀）
- 亂馬½ 道場繼承者 前篇（九能帶刀）

1995年
- 動畫少年日本史 素戔嗚尊 現在復甦的建國神話羅曼史
- （住崎玲央）
- 亂馬½ Special Video 29個打不夠的傢伙（九能帯刀）
- 亂馬½ DoCo Music Video（九能帯刀）
- 亂馬½ SUPER 破戀洞的詛咒！吾愛永存（九能帯刀）
- 亂馬½ SUPER 邪惡的鬼（九能帯刀）

1998年
- 青之6號（尤里·馬雅可夫斯基副艦長[25]）
- 銀河英雄傳說外傳 千億之星，千億之光（伊旺·高尼夫）
- 宇宙女海賊 Queen Emeraldas（日语：クイーン・エメラルダス）（艾爾德梅因上校）
- 紺碧艦隊（伏利多里希·馮·戈特沙爾克上校）

1999年
- 浪客劍心 追憶篇（齋藤一／藤田五郎）
- 超神姬彈凱撒3（日语：超神姫ダンガイザー3）（彈凱撒）

2000年
- AMON 惡魔人默示錄（ズーボォ）
- JoJo奇妙的冒險 ADVENTURE（花京院典明）
- 南國少年奇小邪大百科2 眼魔團丸秘調查檔案（哈雷姆）

2001年
- 浪客劍心 星霜篇（齋藤一／藤田五郎）

2002年
- 聖鬥士星矢 冥王黑帝斯十二宮篇（日语：聖闘士星矢 冥王ハーデス編）（天龍座紫龍[[[Wikipedia:格式手册/链接#章節|錨點失效]]]）

2006年
- 頑皮大師（高田）

### 遊戲
※2007年以後發行的所有作品都使用鈴置生前的錄音。
- Angel's Feather、Angel’s Feather追加碟（PC）（紫苑）
- 鋼彈系列多數遊戲作品（布萊特·諾亞）
- （路西法）

1989年
- 夢幻戰士II（幻夢皇帝梅卡司、赤戰龍札爾迦）[注 7]

1990年
- 福星小子 STAY WITH YOU（日语：うる星やつら STAY WITH YOU）（因幡）
- Bastille（貝爾特朗·卡達爾副官）

1991年
- Cosmic Fantasy 2 冒險少年潘（日语：コズミック・ファンタジー）（丹迪、加拉姆）

1992年
- Cosmic Fantasy 3 冒険少年雷（日语：コズミック・ファンタジー）（醍醐）
- 超時空要塞2036（日语：マクロスシリーズ (ゲーム)#超時空要塞マクロス2036）（羅特·辛恩）
- 亂馬½ 町內激鬥篇（日语：らんま1/2 町内激闘篇）（九能帶刀）[注 8]

1993年
- 伊蘇IV The Dawn of Ys（日语：イースIV The Dawn of Ys）（雷凡斯）
- 機動警察 ～格里鋒篇（內海）
- Cosmic Fantasy 視覺集（日语：コズミック・ファンタジー）（丹迪）

1994年
- 福星小子 ～Dear My Friend～（日语：うる星やつら 〜ディア マイ フレンズ〜）（因幡、汁夫）
- Cosmic Fantasy 4 銀河少年傳說激鬥篇 在光之宇宙中…（日语：コズミック・ファンタジー）（加拉姆）
- 七龍珠Z 偉大孫悟空傳說（日语：ドラゴンボールZ 偉大なる孫悟空伝説）（天津飯（日语：天津飯 (ドラゴンボール)）、實況）

1995年
- 七龍珠Z 真武鬥傳（日语：ドラゴンボールZ 真武闘伝）（天津飯、實況）
- 七龍珠Z Ultimate Battle 22（日语：ドラゴンボールZ アルティメットバトル22）（天津飯、實況）
- 幽☆遊☆白書FINAL ～魔界最強列傳～（耶雲）

1996年
- 新超級機器人大戰（日语：新スーパーロボット大戦）（布萊特·諾亞）
- 第4次超級機器人大戰S（破嵐萬丈、布萊特·諾亞、北條真吾）
- 七龍珠Z 偉大龍珠傳說（日语：ドラゴンボールZ 偉大なるドラゴンボール伝説）（天津飯）
- 亂馬½ Battle Renaissance（九能帶刀、旁白）
- 浪客劍心 維新激鬥篇（齋藤一、般若）

1997年
- 攻殼機動隊 GHOST IN THE SHELL（日语：攻殻機動隊 GHOST IN THE SHELL）（德古沙（日语：トグサ））
- 超級機器人大戰F（破嵐萬丈、布萊特·諾亞、北條真吾）
- 魔法少女砂沙美 恐步的身體檢查！核子爆發前5秒!!（狄金斯）
- 銀河少女警察 Re-inforce（洋孝顰）
- 浪客劍心 十勇士陰謀篇（齋藤一）

1998年
- SD鋼彈 G世代（布萊特·諾亞）
- 超級機器人靈魂格鬥（日语：スーパーロボットスピリッツ）（破嵐萬丈）
- 超級機器人大戰F完結篇（破嵐萬丈、布萊特·諾亞、北條真吾）
- 戰國美少女 斬斷雲空!!（石川五右衛門、風太）
- 神奇傳說（凱薩）
- 夢幻奇緣（雷奧尼斯·克雷比勒）
- 炎之廚師COOKING FIGHTER好（日语：炎の料理人クッキングファイター好）（雷、味影）
- 巫紗的魔法物語（日语：ミサの魔法物語）

1999年
- SD鋼彈 G世代-ZERO（布萊特·諾亞）
- 超級機器人大戰完全版（破嵐萬丈、布萊特·諾亞、北條真吾）

2000年
- SD鋼彈 G世代-F（布萊特·諾亞）
- 超級機器人大戰α（破嵐萬丈、布萊特·諾亞、阿科斯）
- （白魔導士諾亞）

2001年
- SD鋼彈 G世代-F.I.F（布萊特·諾亞）
- 光明騎士3（日语：グローランサーIII）（維多·洛伊德）
- 超級機器人大戰α外傳（破嵐萬丈、布萊特·諾亞）
- 超級機器人大戰α for Dreamcast（破嵐萬丈、布萊特·諾亞、阿科斯）
- 真實機器人兵團（日语：リアルロボッツファイナルアタック）（破嵐萬丈）
- 洛克人X6（席格那斯總監、護殼硬貝）

2002年
- SD鋼彈 G世代 NEO（布萊特·諾亞）
- 超級機器人大戰IMPACT（日语：スーパーロボット大戦IMPACT）（破嵐萬丈、布萊特·諾亞）

2003年
- Angel's Feather（日语：Angel's Feather）（PS2版）（紫苑）
- 超級機器人大戰Scramble Commander（日语：スーパーロボット大戦Scramble Commander）（布萊特·諾亞）
- 第2次超級機器人大戰α（破嵐萬丈、布萊特·諾亞、北條真吾）
- 七龍珠Z（日语：ドラゴンボールZ (ゲーム)）（天津飯、小賽魯、實況）
- 洛克人X7（席格那斯總監、濺水飛魚）

2004年
- SD鋼彈 G世代 SEED（布萊特·諾亞）
- 超級機器人大戰MX（布萊特·諾亞、耐爬）
- 超級機器人大戰GC（日语：スーパーロボット大戦GC）（布萊特·諾亞、阿科斯）
- 七龍珠Z2（日语：ドラゴンボールZ2）（天津飯、小賽魯、實況）
- 七龍珠大冒險（日语：ドラゴンボール アドバンスアドベンチャー）（天津飯）
- 真名法典（日语：マグナカルタ (ゲーム)）（艾斯塔爾）

2005年
- Another Century's Episode（布萊特·諾亞）
- 機動戰士鋼彈 一年戰爭（日语：機動戦士ガンダム 一年戦争）（布萊特·諾亞）
- 魁!! 男塾（伊達臣人）
- 超級機器人大戰MX 攜帶版（布萊特·諾亞、耐爬）
- 聖鬥士星矢 聖域十二宮篇（日语：聖闘士星矢 聖域十二宮編）（天龍座紫龍）
- 第3次超級機器人大戰α 終焉之銀河（破嵐萬丈、布萊特·諾亞、北條真吾）
- 七龍珠Z3（日语：ドラゴンボールZ3）（天津飯、小賽魯、實況）
- 七龍珠Z Sparking！（日语：ドラゴンボールZ スパーキング!）（天津飯、實況、小賽魯）
- 人中之龍（囚犯1356號）

2006年
- SD鋼彈 G世代 PORTABLE（布萊特·諾亞）
- 足球小將翼（日语：キャプテン翼 (ゲーム)）（日向小次郎）[注 9]
- 機動戰士鋼彈 宇宙世紀精華集（日语：機動戦士ガンダム クライマックスU.C.）（布萊特·諾亞）
- 超級機器人大戰XO（日语：スーパーロボット大戦GC）（布萊特·諾亞、阿科斯）
- 七龍珠Z Sparking！NEO（日语：ドラゴンボールZ Sparking! NEO）（天津飯、天下第一武道會實況）
- 天下人（日语：天下人 (ゲーム)）（明智光秀）
- 浪客劍心 炎上！京都輪廻（齋藤一）

2007年
- Another Century's Episode 3 THE FINAL（布萊特·諾亞）
- SD鋼彈 G世代 SPIRITS（布萊特·諾亞）
- 鋼彈無雙（布萊特·諾亞）
- 超級機器人大戰Scramble Commander the 2nd（日语：スーパーロボット大戦Scramble Commander the 2nd）（布萊特·諾亞）
- 七龍珠Z 真武道會2（日语：ドラゴンボールZ 真武道会2）（天津飯、天下第一武道會實況）
- 七龍珠Z Sparking！METEOR（日语：ドラゴンボールZ Sparking! METEOR）（天津飯、小賽魯、天下第一武道會實況[注 10]）

2008年
- 鋼彈無雙2（布萊特·諾亞）
- 超級機器人大戰A PORTABLE（破嵐萬丈、布萊特·諾亞）
- 超級機器人大戰Z（破嵐萬丈、布萊特·諾亞）
- 七龍珠Z 無限世界（日语：ドラゴンボールZ インフィニットワールド）（實況）

2009年
- SD鋼彈 G世代 WARS（布萊特·諾亞）
- 超級機器人大戰Z 特別碟（破嵐萬丈、布萊特·諾亞）
- 超級機器人大戰NEO（日语：スーパーロボット大戦NEO）（北條真吾）
- 七龍珠改 賽亞人來襲（日语：ドラゴンボール改 サイヤ人来襲）（天津飯）

2010年
- Another Century's Episode:R（布萊特·諾亞）
- 七龍珠究極任務（日语：ドラゴンボールヒーローズ）（小賽魯）

2011年
- SD鋼彈 G世代 3D（布萊特·諾亞）
- SD鋼彈 G世代 WORLD（布萊特·諾亞）
- 第2次超級機器人大戰Z 破界篇（破嵐萬丈）
- 浪客劍心 再閃（齋藤一／齋藤一〈新撰組時期〉）

2012年
- 第2次超級機器人大戰Z 再世篇（破嵐萬丈）
- 浪客劍心 完醒（齋藤一／齋藤一〈新撰組時期〉）

2015年
- 第3次超級機器人大戰Z 天獄篇（破嵐萬丈）

2016年
- 人中之龍 極（囚犯1356號）

2017年
- 超級機器人大戰V（破嵐萬丈）

2018年
- 超級機器人大戰X（破嵐萬丈）

### 外語配音

#### 演員
迪倫·麥狄蒙
- 火線狙擊（阿爾·德安德烈亞）※影碟版。
- 34街的奇蹟（布萊恩·貝德佛特）
- 鋼木蘭（英语：Steel Magnolias）（傑克遜·拉契里）

蓋瑞·辛尼茲
- 阿波羅13號（肯·馬丁利）※富士電視台版。
- 阿甘正傳（丹·泰勒中尉）※富士電視台版。
- 火星任務（吉姆·麥克尼爾）

約翰·屈伏塔
- 斷箭（Vick "Deak" Deakins少校）※影碟版。
- 黃金枷鎖（英语：Chains of Gold）（Scott Barnes）
- 油脂（Danny Zuko）※朝日電視台版。
- 黑色追緝令（Vincent Vega）
- 老大當差（英语：White Man's Burden (film)）（Louis Pinnock）

梅爾·吉勃遜
- 轟天炮（馬丁·瑞格（英语：Martin Riggs））※TBS版。
- 轟天炮2（馬丁·瑞格）※TBS版。
- 衝鋒飛車隊2（麥斯·洛克坦斯基）※TBS版[注 11]。

湯姆·克魯斯
- 義海雄風（Daniel Kaffee中尉）
- 七月四日誕生（Ron Kovic）※影碟版。
- 霹靂男兒（Cole Trickle）※影碟版、TBS版。
- 遠離家園（Joseph Donnelly）
- 黑色豪門企業（Mitch McDeere）※影碟版。
- 夜訪吸血鬼（萊斯特·德·萊昂科特（英语：Lestat de Lioncourt））※影碟版。
- 最後武士特集（解說[注 12]）
- 不可能的任務（Ethan Hunt）※影碟版。
- 不可能的任務2（Ethan Hunt）※影碟版。
- 香草天空（David Aames）

#### 電影
- 朝九晚五（Dick Bernly〈Lawrence Pressman〉）
- 異形2（Daniel Spunkmeyer〈Daniel Kash〉）※朝日電視台版。
- 彗星美人（Lloyd Richards〈Hugh Marlowe〉）※東京電視台版。
- 美國風情畫（John Milner〈Paul Le Mat〉）※TBS版／（其他角色）※富士電視台版。
- 外星人入侵（英语：The Arrival）（Phil Gordian〈Ron Silver〉）※朝日電視台版。
- 紐約的秋天（英语：Autumn in New York (film)）（Will Keane〈李察·吉爾〉）
- 無語問蒼天（Anthony）※影碟版。
- 絕地戰警2（Johnny Tapia〈詹迪·莫拉〉）※影碟版。
- 臥窗驚魂（英语：The Bedroom Window (1987 film)）（Terry Lambert〈斯蒂夫·古根伯格〉）
- 黑洞（英语：The Black Hole）（V.I.N.CENT.〈Roddy McDowall〉）※富士電視台版。
- 霹靂藍天使（英语：Blue Steel (1990 film)）（尼克·曼〈克蘭西·布朗〉）※富士電視台版。
- 告別昨日（麥克〈丹尼斯·奎德〉）
- 斷了氣（英语：Breathless (1983 film)）（傑西·魯傑克〈李察·吉爾〉）
- 煉獄（英语：The Burning (film)）（艾迪〈內德·艾森柏格（英语：Ned Eisenberg）〉）※富士電視台版[注 13]。
- 瘋狂高爾夫 ※朝日電視台版。
- 地獄列車 (1983年電影)（Victor〈Erik Estrada〉）
- 卡桑德拉大橋（Tom〈Ray Lovelock〉）※LD版。
- 越戰創傷（英语：Casualties of War）（Antonio Dìaz上等兵〈約翰·李古查摩〉）※影碟版。
- 回到陰陽界（英语：Chances Are (film)）（Alex Finch／Louie Jeffries〈小羅伯特·唐尼〉）
- 烈火戰車（愛德華八世〈大衛·耶蘭（英语：David Yelland (actor)）〉）※TBS版[注 14]。
- 靈異入侵（查爾斯·李·雷／恰吉（英语：Charles Lee Ray/Chucky）〈布萊德·杜瑞夫〉）
- 惡靈入侵：少年軍團（Brett C. Shelton〈Travis Fine〉）
- 魔鬼司令（Sully〈David Patrick Kelly〉、沿岸警備艇雷達迎擊士官〈比爾·派斯頓〉）※TBS版。
- 自食惡果 (1976年電影)
- 點指兵兵（許主任）
- 警察帝國（Gary Figgis〈雷·利奧塔〉）※日本電視台版。
- 癲馬靈猴 (1981年電影)
- 在地心攔截（英语：DeepStar Six）（Johnny Hodges〈Thom Bray〉）※朝日電視台版[注 13]。
- 越戰獵鹿人（團長〈喬·葛里法西（英语：Joe Grifasi）〉）※富士電視台版[注 15]。
- 三角洲部隊3：殺戮遊戲（英语：Delta Force 3: The Killing Game）（Hussein〈Dan Turgeman〉）※VHS版。
- 神祕約會（英语：Desperately Seeking Susan）（德茲〈艾丹·奎因〉）
- 魔幻屠龍（King Einon〈大衛·休里斯〉）※影碟版。
- 終極殲滅者（英语：The Demolitionist）（Mad Dog Burne〈Richard Grieco〉）
- 全面追捕令（強盗犯）
- 撥雲見日（Bennett巡佐）
- 勝利大逃亡
- 死亡召喚者（英语：Evilspeak）（Bubba〈Don Stark〉）※TBS版[注 16]。
- 開放的美國學府（Jeff Spicoli〈西恩·潘〉）※富士電視台版。
- 火車大劫案（英语：The First Great Train Robbery）（威利）※TBS版。
- 十三號星期五系列（亞當）
  - 十三號星期五4（英语：Friday the 13th: The Final Chapter）（吉米〈克斯賓·葛洛佛〉）※日本電視台版。
- 銀河追緝令（傑森·內史密斯艦長〈提姆·艾倫〉）
- 世紀大怪獸（英语：Gargantua (film)）
- 人鬼情未了（Carl Bruner〈托尼·戈德溫〉）※富士電視台版。
- 魔鬼剋星2（Louis Tully〈里克·莫拉尼斯〉）※影碟版。
- Girls（英语：Girls (1980 film)）（傑洛姆〈菲利普·克萊伯特（法语：Philippe Klébert）〉）※東京電視台版。
- 橫掃千軍（英语：The Golden Child）（TV Host〈Charles Levi〉）※富士電視台版。
- 畢業生（Carter）※TBS版[注 15]。
- 對妳愛不完（英语：Gross Anatomy (film)）（Joe Slovak〈馬修·莫汀〉）
- 飆車熱情（英语：The Gumball Rally）（Gibson〈蓋瑞·布希〉）※朝日電視台版。
- 月光光心慌慌（Judith的戀人）※TBS版[注 13]。
- 小人物大英雄（Chucky〈Kevin J. O'Connor〉）※影碟版。
- 中華丈夫 (1978年電影)（中田）
- 搖錢樹（英语：Holy Man）（Scott Hawkes〈艾瑞克·麥柯馬克〉）
- 機飛總動員（英语：Hot Shots!）（肯特·格雷戈里〈凱瑞·艾文斯〉）※朝日電視台版。
- 鐵甲無敵瑪利亞（小徐／威士忌〈徐克〉）
- 戴罪立功（英语：The Inglorious Bastards）（貝爾下士〈傑基·巴斯哈特（英语：Jackie Basehart）〉[26]）※日本電視台版。
- 變形邪魔 (1978年電影)（Jeffery）
- 勇闖魔鬼城（英语：If Looks Could Kill (film)）（Augustus Steranko〈Roger Rees〉）
- In Defense of Murder
- 詹姆士·龐德系列
  - 詹姆士·龐德：殺人執照（Dario〈班尼西歐·狄奧·托羅〉）※VHS版
  - 詹姆士·龐德大戰特務飛龍（James Bond〈蒂莫西·道爾頓〉）※朝日電視台版。
  - 詹姆士·龐德：勇戰魔鬼黨（Disco Volante號船客）
- Jiboa (1989年電影)（Mark〈Rick Dean〉）
- 森林王子（英语：The Jungle Book (1994 film)）（William Boone上尉〈Cary Elwes〉）※VHS版。
- 再殺我一次（英语：Kill Me Again）（Jack Andrews〈方·基默〉）※TBS版。
- 奪命大鱷魚2（日语：キラー・クロコダイル/怒りの逆襲）（Kevin〈Richard Anthony Crenna〉）※富士電視台版。
- 魔鬼孩子王（Cullen Crisp〈Richard Tyson〉）※影碟版。
- 一籠傻鳥2（英语：La Cage aux Folles II）（Morel）
- 最後一個好人 (1978年電影)（Lucas〈Dennis Dugan〉）
- 魔鬼接班人（英语：Little Nicky）（Todd〈Allen Covert〉）
- 尋找顧巴先生（英语：Looking for Mr. Goodbar (film)）（Gary〈湯姆·貝林傑〉）※朝日電視台版。
- 魔戒 (1978年電影)（佛羅多·巴金斯〈克里斯托弗·賈德（英语：Christopher Guard）〉）
- 瑪麗雪萊之科學怪人（英语：Mary Shelley's Frankenstein (film)）（維多·法蘭克斯坦〈簡尼夫·班納〉）※朝日電視台版。
- 閻王信差（英语：Messenger Of Death）（初級刺客〈吉恩·戴維斯（英语：Eugene M. Davis）〉）※朝日電視台版。
- 月滿抱佳人（羅尼·卡馬雷利〈尼可拉斯·凱奇〉）※ANA機內上映版[27]
- 北海龍虎鬥（英语：North Sea Hijack） ※富士電視台版。
- 叛獄大獵殺（英语：Nowhere to Run (1993 film)）（Lonnie Poole保安官）※朝日電視台版。
- 欲擒故縱（英语：The Object of My Affection）（Robert Joley〈提姆·達利〉）
- 西部執法者（英语：The Outlaw Josey Wales）（傑米〈山姆·博頓斯（英语：Sam Bottoms）〉）※TBS版。
- 酸甜苦辣母女會（英语：Only When I Laugh (film)）（Jimmy Perrino〈James Coco〉）※朝日電視台版。
- 反抗的力量 (1986年電影)（Botts）
- 龍哥你好嘢（英语：Oscar (1991 film)）（Anthony Rossano〈Vincent Spano〉）
- 消失的1943（Barney〈Stephen Tobolowsky〉）※朝日電視台版。
- 鋼琴別戀（史都華〈森·尼爾〉）
- 人猿星球（Lucius〈Lou Wagner〉）※影碟版。
- 警察學校（Douglas Fackler〈Bruce Mahler〉）※TBS版[注 14]。
- 留校查看（米奇·賈維斯〈羅傑·威爾森（英语：Roger Wilson (actor)）〉）※東京電視台版。
- 普西迪基地（英语：The Presidio (film)）（戈登上尉）※富士電視台版。
- 魔鬼生化人2（英语：Project Shadowchaser）
- 電台謀殺案（英语：Radioland Murders）（比利〈史考特·麥可·坎貝爾（英语：Scott Michael Campbell）〉）
- 阿飛正傳（古恩〈丹尼斯·霍珀〉）※TBS版。
- 死亡公路666（英语：Route 666 (film)）（Jack La Roca〈Lou Diamond Phillips〉）
- 雙星趕月（英语：Running Scared (1986 film)）（Snake〈Joe Pantoliano〉）
- 家有惡夫（英语：Ruthless People）（Ken Kessler〈祖德·萊茵霍爾德〉）
- 秘密花園（Archibald Craven勳爵〈John Lynch〉）
- Self Defense（英语：Self Defense (film)）（Chester）※朝日電視台[注 17]
- 荒漠浩劫（英语：Savage Harvest (1981 film)）（Jon）
- 夢幻女煞（英语：Shattered Image）（Brian〈威廉·鮑德溫〉）
- 第六日（Michael Drucker〈Tony Goldwyn〉）※日本電視台版。
- 馴悍記（英语：The Taming of the Shrew (1967 film)）（Lucentio〈Michael York〉）
- 散彈露露（Ray Sinclair〈雷·利奧塔〉）※東京電視台版。
- 血濺秀場（英语：Sotto il vestito niente II）
- 緊急盯梢令（英语：Stakeout (1987 film)）（Bill Reimers〈艾米利奧·艾斯特維茲〉）※富士電視台版。
- 龍飛鳳舞（英语：Staying Alive (1983 film)）（巴特勒）
- 捍衛戰警2：喋血巡洋（亞歷克斯·肖〈傑森·派屈克（英语：Jason Patric）〉）※富士電視台版。
- Supercarrier 2
- 魔鬼終結者（幫派1〈比爾·帕克斯頓〉）※朝日電視台版。
- 證言（英语：Testament (1983 film)）（Phil Pitkin〈凱文·科斯特納〉）※朝日電視台版。
- 時空特警2（英语：Timecop 2: The Berlin Decision）（Brandon Miller〈Thomas Ian Griffith〉）
- 反斗智多星（英语：Wayne's World (film)）（Benjamin Oliver〈羅伯·勞〉）
- 大震撼（英语：When Time Ran Out）
- 威探闖通關（Big Bad Wolf）
- 幽靈賽車手（英语：The Wraith）（Packard Walsh〈Nick Cassavetes〉）※朝日電視台版。
- 師弟出馬（大師兄〈韋白〉）※富士電視台版。
- 大決鬥（英语：Zorro (1975 Italian film)）（Miguel Vega〈Marino Masé〉）※朝日電視台新錄製版。

#### 電視影集
- 天龍特攻隊 (第2、4季)
- 艾曼女王（英语：A Woman of Substance (miniseries)）（Edwin〈Peter Chelsom〉）
- 大偵探波洛（第3季：Barnard Parker、第4季：Jean Dupont.、第5季：Anthony Chapel）
- 愛麗絲夢遊仙境 (1951年電影動畫)
- 牧羊少年奇幻之旅
- 邁阿密神探（英语：B.L. Stryker）
- 飛越比佛利（Jake）
- Covington Cross（英语：Covington Cross）（Jasper）
- 鑽石女郎（英语：Designing Women）（Tony Gordon）
- 神探與修女（英语：Father Dowling Mysteries）（Jesse〈Todd Alen〉）
- 飛天紅中俠（Chyler）
- 尼基塔女郎（英语：La Femme Nikita）（邁克爾·薩繆爾〈羅伊·杜普伊斯（英语：Roy Dupuis）〉）
- Lou Grant（英语：Lou Grant）
- 百戰天龍（Spny）
- 飛越情海（英语：Melrose Place）（Jake）
- 梅林、聖劍、亞瑟王（英语：Merlin (miniseries)）（梅林〈森·尼爾〉）
- 神探阿蒙 (第3季)（阿爾比·德雷克〈祖德·萊茵霍爾德〉）
- 外星界限（英语：The Outer Limits (1995 TV series)）（Henry Marshall〈Frank Whaley〉、Pete Butler上校〈Scott Kraft〉 等）
- 佩瑞·梅森 (1988年電視劇)（Skip Wingate）
- 時空怪客（Clayton）
- 星艦奇航記
- 星艦奇航記：重返地球（Ransom艦長）
- 星艦前傳（Garros）
- 魔界奇譚（Ulrik）
- 雙峰（丹尼斯〈大衛·杜考夫尼〉）
- X檔案（第7季：Harold Piller〈Anthony Heald〉、第8季：Martin Wales〈Joe Morton〉）
- 原野飆龍（英语：The Young Riders）（詹姆斯·巴特勒·希科克（英语：Wild Bill Hickok）〈喬許·布洛林〉）

#### 動畫
- Captain of the Forest（匈牙利语：Az erdő kapitánya）
- 變形金剛系列
  - 變形金剛（天王星、Powerglide、Sling、迪夫貢 等）
    - 變形金剛2010（日语：戦え!超ロボット生命体トランスフォーマー2010）（天王星、Powerglide）

  - 變形金剛 The Movie（天王星）

### 特攝影集
1985年
- 地球防衛軍Terrahawks（日语：地球防衛軍テラホークス）（中尉的聲音）

1997年
- 電磁戰隊百萬連者（尤甘迪的聲音）

1998年
- 電磁戰隊百萬連者VS車連者（日语：電磁戦隊メガレンジャーVSカーレンジャー）（尤甘迪的聲音）

2004年
- 鋼鐵天使pure（綾小路英麿呂的聲音）

### 電視劇
- 東京（虎夫）

### 電視節目
- （朝日電視網）[注 18]

### 唱片、CD
- ·破嵐丈／鈴置洋孝（企劃製作、作詞：富野由悠季／井荻麟名義）
- 涙…（歌）
- 花風時代（歌）
- 鐘鳴（歌）
- 究極超人BOX（日语：究極超人あ〜る）（歌）
- 山本正之'88（歌）
- 夢幻之星的波坦諾斯（日语：夢の星のボタンノーズ）（歌）
- 妙手小廚師原聲音樂 滿腹定食「必食料理人」（歌）
- 足球小將翼 Best 11（歌）
- 金買（欠金情人系列）（許斐清貴）
- 鬼哭街 反魂劍鬼（劉豪軍）
- N◎VA The Revolution （和泉藤嵩）
- 南國少年奇小邪（哈雷姆）
- CD劇場 勇者鬥惡龍V（日语：CDシアター ドラゴンクエスト） Vol.1（蓋馬）
- 未來放浪加爾汀（日语：未来放浪ガルディーン） 大歌劇（蘇里姆·布朗）
- Sound Picture BOX 超夢的誕生（日语：サウンドピクチャーボックス ミュウツーの誕生）（阪木）
- （奇斯·巴寧格）
- 機動戰士SD鋼彈MARK-I（日语：機動戦士SDガンダム）
- 機動戰士SD鋼彈 我要逮捕你（布萊特·諾亞）
- 機動戰士鋼彈 逆襲的夏亞（布萊特·諾亞）
- 機動戰士鋼彈 奧德賽（布萊特·諾亞）
- 時給士外（莫斯博士）
- 天使夜未眠（日语：アーシアン）（宮城）
- 夢幻精靈族 ～Marionette Generation～（旁白）
- 冥王計劃傑歐萊馬（耐爬）
- 角川CD書 八墓村（日语：八つ墓村）（金田一耕助）
- 鼓淵（本洋一郎）
- 長恨 ～蛇性〜（沙門小次郎）
- （庚壽）
- （北條雅彌）
- （北條雅彌）
- （北條雅彌）
- （北條雅彌）
- 旦那手（望月豪志）
- 上司騙（黑崎誠一）
- 上司騙2（黑崎誠一）
- 永田町一丁目七番地（田山敏記）
- 大舎下（岡崎龍也）
- 大故（岡崎龍也）
- 犯（鷲崎勳）
- 誘惑（鷲崎勳）
- 愛AAA（鷲崎勳）
- 愛欲望金融街（鷲崎勳）
- 110番甘鼓動（冰室正純）
- 春抱 2（菊地克哉）
- BOYS LIFE 完全版（羅伊）
- STAY（長田和己）
- S-TRIPPER Episode 2（逢田真之介的父親）
- WILD ADAPTER（日语：WILD ADAPTER） 02（長谷部）
- 遠離／神園（高橋忍夫）
- 遠離／切夜園（高橋忍夫）
- Sweet Dragon 2（黑暗騎士）
- Sweet Dragon 3（黑暗騎士）
- 機動警察CDBOX（內海）
- 夢幻肖像系列1　義経～櫻花得殘影～（梶原景時）
- 漫畫家瑪麗娜系列（日语：まんが家マリナシリーズ） 滿滿愛的推理（美女丸）
- 超神姬彈凱撒3（日语：超神姫ダンガイザー3）（彈凱撒）
- Phrase2 ～～ CDⅢ（藤宮潤一郎）
- 電擊CD文庫 餓狼傳說2 ～新的戰役～、餓狼傳說SPECIAL（沃夫岡·克勞薩）

### 卡式錄音帶
- 亞爾斯蘭戰記系列（達龍）
- 機動戰士鋼彈 逆襲的夏亞 貝托蒂嘉的子嗣（旁白、布萊特·諾亞）
- 星期一新世紀　幸福的遺傳子（傑儂·勞爾）
- Sonorama文庫（日语：ソノラマ文庫） 西風戰記（里昂·帕拉美杜斯）
- 魁!! 男塾 天挑五武輪篇 死鬥！冥凰島決戰錦標賽（伊達臣人）
- 餓狼傳說　1、2「戰鬥吧！爽快的哥哥！」（沃夫岡·克勞薩）

### 廣播劇
- 八墓村（日语：八つ墓村）（金田一耕助）
- 星界的戰旗、星界的斷章『誕生』、『原罪』（杜比斯）[注 19]
- 超時空要塞Generation（日语：マクロス・ジェネレーション）（達斯提）

### 舞台
- 飛吧！京濱吸血鬼（日语：飛べ！京浜ドラキュラ）（1982年／蘋果劇場（日语：シアターアプル）、81 Produce提攜）－正田智彥
- 優言僕
- （2004年，構成、演出：堤泰之）
- 再見，查理（2005年）

由鈴置洋孝企劃製作
※首次公演年排序。
- 煙目（1997年、1998年、2000年、2003年公演。2000年9月書籍化，論創社（日语：論創社）刊，鈴置洋孝 原案、堤泰之 作）
- （1999年）
- 見果夢（2000年、2001年）
- 誰誰（2001年）
- 思出（2002年）
- 片道切符（2004年）
- （2005年）
- 愛（2006年）
- 素晴世界（2007年）[注 20]

雷電
- 雷電支度部屋
- 雷電披露宴

### 廣告
- Clover（日语：クローバー (玩具メーカー)） DX泰坦3（1978年）
- 萬代SD鋼彈X（日语：スーパーガチャポンワールド SDガンダムX）（1992年）
- 萬代機動戰士鋼彈（日语：機動戦士ガンダム (セガサターン)）（1995年）
- 卡普空洛克人8 金屬英雄們（1996年）
- 豐田汽車Nadia復活篇（1998年）
- 萬代影視無敵鋼人泰坦3LD-BOX PART1 & PART2（1998年）
- 日本衛星放送WOWOW年末年始200小時 無休機械篇（1998年）
- 萬普超級機器人大戰COMPACT（日语：スーパーロボット大戦COMPACT）（1999年）

### 其它
- NHK教育 兒童布偶劇場（日语：こどもにんぎょう劇場）「國王加入馬戲團」（國王）
- NHK教育 
- 變形金剛電話（天王星）
- 結城正美文化學院（1996年）
- 浪客劍心 人氣角色名場面集 ～齋藤一（1999）
- 日昇數位編年史vol.1 無敵鋼人泰坦3（CD-ROM，2003年）
- 林原惠的Tokyo Boogie Night ♯26（1992年10月10日）
- TECH Win 附錄CD（1996年）

## 腳註

## 外部連結
- （日語）－鈴置洋孝的官方網站。
- （日語）－鈴置洋孝的官方網站。
- .   [2018-05-09]. （原始内容存档于2008-06-19）. （日語）[]